# 《弗里达》获奖名单
《弗里达》是介绍墨西哥画家芙烈達·卡蘿生平的2002年传记片，由朱丽·泰莫执导，克兰西·西加尔、黛安娜·莱克、格雷戈里·内瓦、安娜·托马斯将海登·赫雷拉1983年的传记原著改编成剧本。莎瑪·希恩领衔饰演卡蘿，阿尔弗雷德·莫里纳诠释她的丈夫迭戈·里韋拉，影片2002年8月29日在威尼斯电影节首映，并参与金獅獎角逐。接下来电影在多倫多國際電影節和芝加哥影展放映，2002年10月25日在美国限制发行，最终以1200万美元预算取得超5600万美元全球票房。
《弗里达》上映后获众多荣誉肯定，海耶克与莫里纳的演出，作曲家艾略特·高登索谱写的配乐，化妆尤得青睐。影片获第75届奥斯卡金像奖六项入围并拿下化妆和原创配乐奖。美国电影学会与國家評論協會把本片列入年度十大佳片，电影入围四项英国电影学院奖并赢得最佳化妆与发型奖。
評論家選擇協會、芝加哥影评人协会、美國演員工會獎均提名海耶克与莫里纳最佳女主角和最佳男配角。两人分获影像奖最佳女主角和最佳男配角，《弗里达》拿下最佳剧情片。海耶克在第60屆金球獎角逐入围剧情类电影最佳女主角，又获金相机最佳国际女演员奖提名。高登索因本片配乐入围金球奖、卫星奖、世界电影原声学会奖等五座奖项，他与导演一起创作的歌曲《燃至纯青》也获两项提名。
《弗里达》入围四项化妆与发型师工会奖，但均未胜出。朱莉·维斯获卫星奖最佳服装设计提名及服装设计工会提名。视觉效果工会提名本片最佳支持视觉效果奖。

## 荣誉
| 机构                    | 颁奖日期       | 奖项                 | 提名人                                                    | 结果 |
| ----------------------- | -------------- | -------------------- | --------------------------------------------------------- | ---- |
| 奥斯卡金像奖            | 2003年3月23日  | 最佳女主角           | 萨尔玛·海耶克                                             | 提名 |
| 奥斯卡金像奖            | 2003年3月23日  | 最佳艺术指导         | 费利佩·费尔南德斯·德尔·帕索、哈尼亚·罗布雷多              | 提名 |
| 奥斯卡金像奖            | 2003年3月23日  | 最佳服装设计         | 朱莉·维斯                                                 | 提名 |
| 奥斯卡金像奖            | 2003年3月23日  | 最佳化妆             | 约翰·杰克森、比特丽斯·德·阿尔巴                           | 獲獎 |
| 奥斯卡金像奖            | 2003年3月23日  | 最佳原创配乐         | 艾略特·戈登塞尔                                           | 獲獎 |
| 奥斯卡金像奖            | 2003年3月23日  | 最佳原创歌曲         | 《燃至纯青》：艾略特·戈登塞尔、朱丽·泰莫                  | 提名 |
| 美国电影学会            | 2002年12月16日 | 年度十大佳片         | 《弗里达》                                                | 獲獎 |
| 美国电影摄影工会        | 2003年2月16日  | 最佳院线电影摄影     | 罗德里戈·普列托                                           | 提名 |
| 曼谷国际电影节          | 2003年1月21日  | 金纳黎奖             | 《弗里达》                                                | 提名 |
| 英国电影学院奖          | 2003年2月23日  | 最佳女主角           | 萨尔玛·海耶克                                             | 提名 |
| 英国电影学院奖          | 2003年2月23日  | 最佳服装设计         | 朱莉·维斯                                                 | 提名 |
| 英国电影学院奖          | 2003年2月23日  | 最佳化妆与发型       | 朱迪·金、比阿特丽斯·德·阿尔巴、约翰·杰克逊、雷吉娜·雷耶斯 | 獲獎 |
| 英国电影学院奖          | 2003年2月23日  | 最佳男配角           | 阿尔弗雷德·莫里纳                                         | 提名 |
| 广播影评人协会          | 2003年1月17日  | 最佳女主角           | 萨尔玛·海耶克                                             | 提名 |
| 广播影评人协会          | 2003年1月17日  | 最佳男配角           | 阿尔弗雷德·莫里纳                                         | 提名 |
| 芝加哥影评人协会        | 2003年1月8日   | 最佳女主角           | 萨尔玛·海耶克                                             | 提名 |
| 芝加哥影评人协会        | 2003年1月8日   | 最佳男配角           | 阿尔弗雷德·莫里纳                                         | 提名 |
| 芝加哥影展              | 2002年10月18日 | 最佳影片             | 《弗里达》                                                | 提名 |
| 服装设计工会            | 2003年3月16日  | 最佳时代片服装设计   | 朱莉·维斯                                                 | 提名 |
| 达拉斯—沃斯堡影评人协会 | 2003年1月6日   | 最佳女主角           | 萨尔玛·海耶克                                             | 提名 |
| GLAAD媒體獎             | 2003年5月31日  | 最佳全面发行电影     | 《弗里达》                                                | 提名 |
| 金相机                  | 2003年2月4日   | 最佳国际女演员       | 萨尔玛·海耶克                                             | 獲獎 |
| 金球獎                  | 2003年1月19日  | 剧情类电影最佳女主角 | 萨尔玛·海耶克                                             | 提名 |
| 金球獎                  | 2003年1月19日  | 最佳原创配乐         | 艾略特·戈登塞尔                                           | 獲獎 |
| 化妆与发型师工会        | 2003年2月16日  | 最佳人物发型         | 比特丽斯·德·阿尔巴                                        | 提名 |
| 化妆与发型师工会        | 2003年2月16日  | 最佳时代发型         | 比特丽斯·德·阿尔巴                                        | 提名 |
| 化妆与发型师工会        | 2003年2月16日  | 最佳时代化妆         | 朱迪·金、玛丽安·马切蒂、约翰·杰克逊                       | 提名 |
| 化妆与发型师工会        | 2003年2月16日  | 最佳特效化妆         | 马修·蒙格儿、朱迪·金、约翰·杰克逊                         | 提名 |
| 影像奖                  | 2003年5月29日  | 最佳男主角           | 阿尔弗雷德·莫里纳                                         | 獲獎 |
| 影像奖                  | 2003年5月29日  | 最佳女主角           | 萨尔玛·海耶克                                             | 獲獎 |
| 影像奖                  | 2003年5月29日  | 最佳剧情片           | 《弗里达》                                                | 獲獎 |
| 影像奖                  | 2003年5月29日  | 创意成就奖           | 萨尔玛·海耶克                                             | 獲獎 |
| 國家評論協會            | 2002年12月4日  | 十大佳片             | 《弗里达》                                                | 獲獎 |
| 卫星奖                  | 2003年1月12日  | 最佳女主角           | 萨尔玛·海耶克                                             | 提名 |
| 卫星奖                  | 2003年1月12日  | 最佳艺术指导         | 费利佩·费尔南德斯·德尔·帕索、哈尼亚·罗布雷多              | 提名 |
| 卫星奖                  | 2003年1月12日  | 最佳服装设计         | 朱莉·维斯                                                 | 獲獎 |
| 卫星奖                  | 2003年1月12日  | 最佳原创配乐         | 艾略特·戈登塞尔                                           | 獲獎 |
| 卫星奖                  | 2003年1月12日  | 最佳男配角           | 阿尔弗雷德·莫里纳                                         | 提名 |
| 美國演員工會獎          | 2003年3月9日   | 最佳女主角           | 萨尔玛·海耶克                                             | 提名 |
| 美國演員工會獎          | 2003年3月9日   | 最佳男配角           | 阿尔弗雷德·莫里纳                                         | 提名 |
| 威尼斯电影节            | 2002年9月6日   | 金獅獎               | 《弗里达》                                                | 提名 |
| 威尼斯电影节            | 2002年9月6日   | 米莫·罗特拉基金奖    | 朱丽·泰莫                                                 | 獲獎 |
| 视觉效果工会            | 2003年2月19日  | 最佳电影支持视觉效果 | 杰瑞米·道森、丹尼尔·施莱克                                | 提名 |
| 世界电影原声学会        | 2003年10月11日 | 年度最佳原创配乐     | 艾略特·戈登塞尔                                           | 獲獎 |
| 世界电影原声学会        | 2003年10月11日 | 最佳电影原创歌曲     | 《燃至纯青》：艾略特·戈登塞尔、朱丽·泰莫                  | 提名 |
| 世界电影原声学会        | 2003年10月11日 | 最佳配乐作曲         | 艾略特·戈登塞尔                                           | 獲獎 |